# علم القياس

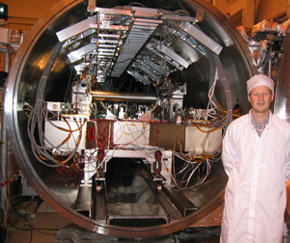
عالم يقف أمام آلة قياس الدقيقة القوسية (جزء من مليون من الدقيقة القوسية أو جزء من مليون من 1/3600 درجة).

علم القياس أو القياسة أو المترولوجيا هو علم إجراء عملية القياس مع تحديد نسبة الخطأ المترتبة على عملية القياس. ويشمل هذا العلم جميع النواحي النظرية والعملية في القياس. ومن ثلاث كميات رئيسية هي الطول والكتلة والزمن يمكن اشتقاق جميع الكميات الميكانيكية الأخرى مثل المساحة والحجم والتسارع والقدرة. وأي نظام شمولي للقياس العملي يجب أن يتضمن ثلاث أسس على الأقل، تشمل قياس الكميات الكهرومغناطيسية، ودرجة الحرارة، وشدة الإشعاع مثل الضوء.

## مقدمة
عرف المكتب الدولي للأوزان والمقاييس علم القياس بأنه علم إجراء عملية القياس بحيث تشمل كلا التعيينات النظرية والتجريبية عند أي نسبة خطأ في أي من مجالات العلم والتقنية .
وعلم القياس ذو مجال واسع يمكن تقسيمه إلى ثلاث أقسام فرعية:
- علم القياس الأساسي أو العلمي ويهتم بالحسابات الكمية، وأنطمة الوحدات، ووحدات القياس، وتطوير طرق القياس الجديدة، تحقيق معايير القياس، وإمكانية نقل إجراءات القياس وتداولها بين المستخدمين والمؤسسات الضابطة للمعايير.
- علم القياس التطبيقي أو الصناعي يهتم بتطبيق علم القياس في عمليات الإنتاج والعمليات الأخرى واستخدامها في الصناعة، مراعيا أن تكون أدوات القياس مناسبة الاستخدام. كما يهتم بمعايرة الأدورات وضبط نوعية القياسات.
- علم القياس القانوني يهتم بانتظام متطلبات القياسات وأدوات القياس من أجل الأمن الصحي، والبيئي، مساعدا على تقييم الضرائب، وحماية المستهلكين والتبادل الحر.

إن لب علم القياس يكمن في تتبعية القياسات، والتي تعرف بأنها «خاصية لنتيجة عملية القياس أو لقيمة المعيار والتي يمكن وفقا لها ربطها بمرجع محدد، تكون عادة هي المعايير الوطنية أو الدولية، وذلك وفق سلسلة متواصلة من المقارنات ذات النسب المعروفة من الأخطاء». مستوى المرجعية يحدد مستوى قابلية القياس للمقارنة؛ هل يمكن مقارنة النتيجة مع نتيجة سابقة أخذت منذ سنة خلت، أو مع نتيجة قياس أجري في مكان آخر في العالم.
نحصل على المرجعية غالبا بالمعايرة، وهي إنشاء علاقة بين إشارة أداة القياس وقيمة معيار القياس. وتنسق المخابر الوطنية هذه المعايير، مثل المعهد الوطني للقياس والتقنية في أمريكا، ومختبر الفيزياء الوطني في إنكلترا، إلخ.
إن المرجعية، والدقة والضبط، والانحراف النظامي (systematic bias)، وتقدير نسبة الخطأ في القياس هي أجزاء أساسية في نظام إدارة الجودة.

## طرق القياس
تنقسم طرق القياس إلى: 1/ طرق مباشرة 2/ وطرق غير مباشرة
الطريقة المباشرة
قياس مباشر : كما يحدث حين نقيس الطول، الوزن ….الخ
قياس غير مباشر : كما يحدث عند قياس التحصيل، الذكاء، التصرف الخططي .
فتتميز بخاصة القياس التي يُحصل فيها على النتيجة فوراً عند تأثير المقدار المجهول في دخل الجهاز أو المنظومة، وهي تنقسم، بحسب التقنية المستخدمة في إظهار النتيجة، إلى الطريقة التمثيلية analogue method والطريقة الرقمية digital method.
أما الطريقة التمثيلية فتتميز بعلاقة معروفة بين مقداري دخل الجهاز وخرجه فيكون هذان ممثّليْن توابع زمنيةً مستمرةً (غير منقطعة) أي أنهما متماثلان.
وأما الطريقة الرقمية فتتميز بعلاقة ربط معروفة بين قيمتي دخل الجهاز وخرجه إلا أن مقدار الخرج تابع زمني منقطع أي إِن إشارة الخرج منقطعة زمنياً وتعطي النتائج أرقاماً على لوحة إظهارها.
الطريقة غير المباشرة
فعند تأثير المقدار الفيزيائي المراد قياسه فإن الجهاز لا يعطي النتيجة فوراً وإنما يقارنه مع القيم المعيارية، ويجري حساب المقدار المجهول بوساطة علاقة تربط بين القيم ربطاً غير مباشر، ومن أهمها طريقة المقارنة التي تقوم على أسلوب التبديل substitution method أي بمبادلة المقدار المجهول بآخر معلوم بعد مقارنة كل منهما إفرادياً بالمعيار، أو على الأسلوب الصفري null method الذي يعتمد على المقارنة بالمقدار المجهول والمعايير في آن واحد حتى الحصول على صفر جهاز المقارنة أي مساواة الأول والثاني ويسمى عادة بحالة التوازن، ويسمى جهاز المقارنة هذا عادة بالكاشف الصفري null detector. ولكن لا يمكن في بعض الحالات التوصل إلى التوازن الكامل، لذلك يقاس الفرق الأصغري بينهما وتسمى بالطريقة التفاضلية، أما جهاز الكاشف فيسمى في هذه الحالة بكاشف الخطأ error detector.
وتتأثر عملية القياس بالشروط المحيطة من درجات الحرارة والرطوبة والمؤثرات الفيزيائية الخارجية. ويراعى، لتوفير الدقة في عملية القياس، أن تتم هذه العملية في الشروط النظامية التي تحددها الأنظمة المعتمدة في الدولة أو النظم الدولية.
وأجهزة القياس الكهربائية هي وسائل تقنية إشارة دخلها كهربائية. وهي تقارن بين القيم المجهولة المراد قياسها والقيم المعيارية المعتبرة بعلاقة ربط معروفة بين إشارتي الدخل والخرج، وتتعين اعتماداً على النظرية الديناميكية الكهربائية أي بتأثير الطاقة الكهربائية، وأبسط أشكالها تسمى المقاييس الكهربائية، وقد تتألف من عدة تجهيزات قياس، ومنها وسائل التحسس وغيرها، لتكوّن منظومة قياس مستقلة قادرة على التحكم في عملية القياس وتنظيمها ومراقبة القيم المختلفة.

## معايير علم القياس
تستخدم المعايرة (علم قياس) لتعيير أجهزة القياس المختلفة.